# Bariera dźwięku

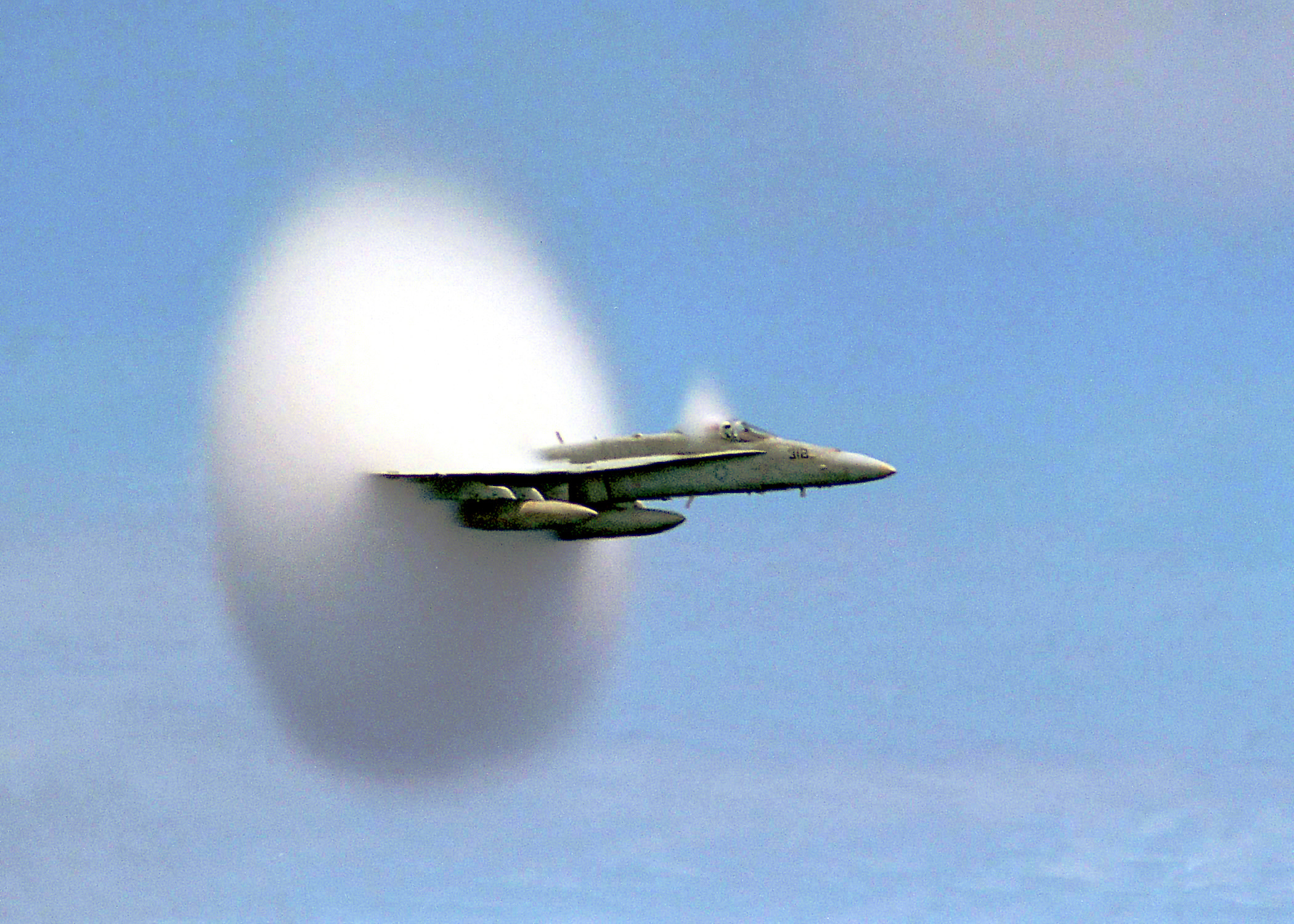
Samolot F-18 lecący blisko prędkości dźwięku. Za samolotem widać tzw. obłok Prandtla-Glauerta

Bariera dźwięku – potoczne, obrazowe określenie dotyczące zjawisk, które zachodzą w zakresie prędkości lotu bliskich prędkości dźwięku. Przy prędkości dokładnie równej prędkości dźwięku nie dzieje się nic nadzwyczajnego, w szczególności nie powstaje grom dźwiękowy.

## Zjawiska fizyczne

Wykres współczynnika oporu Cx w funkcji liczby Macha

Termin „bariera dźwięku” powstał w notatniku dziennikarza, któremu w czasie udzielania wywiadu w latach 40. XX w. brytyjski inżynier lotniczy W. F. Hilton pokazał wykres ukazujący zdecydowany szczyt współczynnika oporu Cx, jaki napotyka samolot w zakresie prędkości w pobliżu prędkości dźwięku. Od tamtej pory, dzięki działaniu na wyobraźnię, zwrot ten istnieje w wielu językach. Niemniej jednak, poza takim wykresem, żadna bariera, którą z hukiem można „pokonać”, fizycznie nie istnieje. Na pokazanym zdjęciu F/A-18 Hornet nie przekracza prędkości dźwięku, lecz leci z prędkością nieco mniejszą.
Powietrze opływające samolot ma w wielu miejscach prędkość względem samolotu większą niż prędkość tego samolotu względem powietrza niezakłóconego; następnie ta prędkość maleje. Gdy samolot zwiększa prędkość i osiąga tak zwaną krytyczną liczbę Macha, w niektórych miejscach opływu jego prędkość przekracza lokalną prędkość dźwięku. Zwiększanie prędkości opływu i zmniejszanie ciśnienia odbywa się płynnie i bez strat, natomiast zmniejszenie tej prędkości jest możliwe tylko skokowo, na powierzchni zwanej falą uderzeniową, gdzie występuje nieciągłość (spadek) prędkości, wzrost ciśnienia i temperatury. Powstanie fal uderzeniowych pociąga za sobą powstanie dodatkowego oporu falowego oraz – zakłócając opływ za falą – dodatkowego oporu profilowego.
Pokazany obok wykres dotyczy jednak współczynnika oporu, nie samego oporu, który jest proporcjonalny do tego współczynnika mnożonego przez kwadrat prędkości. Ze wzrostem prędkości opór rośnie bardzo szybko w zakresie, w którym rośnie Cx i rośnie wolniej tam, gdzie Cx maleje. W przypadku niektórych konstrukcji może nawet nieznacznie w tym zakresie maleć.
Widoczny na zdjęciu obłok mgły (skroplonej pary wodnej) nie jest jednak obrazem fali uderzeniowej, lecz tak zwanym obłokiem Prandtla-Glauerta i odpowiada pewnemu specyficznemu obszarowi obniżonego ciśnienia i temperatury, gdzie następuje skroplenie pary wodnej zawartej w powietrzu. Obszar ten od tyłu ograniczony jest powierzchnią fali uderzeniowej, która na przedstawionym zdjęciu jest prawie prostopadła do kierunku lotu.
Krytyczna liczba Macha zależy od konfiguracji aerodynamicznej samolotu, a jej wartość zawiera się w granicach 0,8 do 0,9. Nie można tu mówić o prędkości bezwzględnej w km/h, bo prędkość dźwięku w powietrzu zmienia się proporcjonalnie do pierwiastka z temperatury bezwzględnej i jest np. na wysokości 11 km o ok. 15% niższa niż przy ziemi.
W miarę zwiększania się prędkości powyżej krytycznej liczby Macha fale stają się intensywniejsze i przesuwają się do tyłu. Obraz zmienia się znacznie dopiero po zdecydowanym przekroczeniu prędkości dźwięku przez samolot, przy liczbie Macha większej niż 1,1, gdy pojawiają się także fale uderzeniowe przed samolotem. Wtedy od pewnego momentu cały opływ staje się „czysto” naddźwiękowy i wszystkie zjawiska związane z „barierą” przestają przeszkadzać.
Te zjawiska to, poza szybkim wzrostem oporu, także kłopoty ze sterownością. Pojawianie się fal uderzeniowych i powodowane nimi zawirowania zmniejszają efektywność steru wysokości, co w powiązaniu z jednoczesnym przemieszczaniem się do tyłu wypadkowej siły nośnej stwarza niebezpieczną skłonność samolotu do nie dającego się opanować nurkowania i dalszego zwiększania prędkości. Były nawet ofiary śmiertelne tego zjawiska, ale dotyczyło to wczesnej fazy rozwoju szybkich samolotów przydźwiękowych.
Przekraczanie „bariery” nie ma nic wspólnego z gromem dźwiękowym słyszanym na ziemi, gdy w okolicy latają szybkie samoloty. Przekraczanie prędkości dźwięku nie generuje takiego gromu, a jego źródłem może być samolot lecący z prędkością zdecydowanie poddźwiękową. Grom jest przez obserwatorów słyszany, gdy fala uderzeniowa przemieszczająca się z prędkością samolotu dociera do ucha obserwatora.

## Rozwój lotnictwa naddźwiękowego

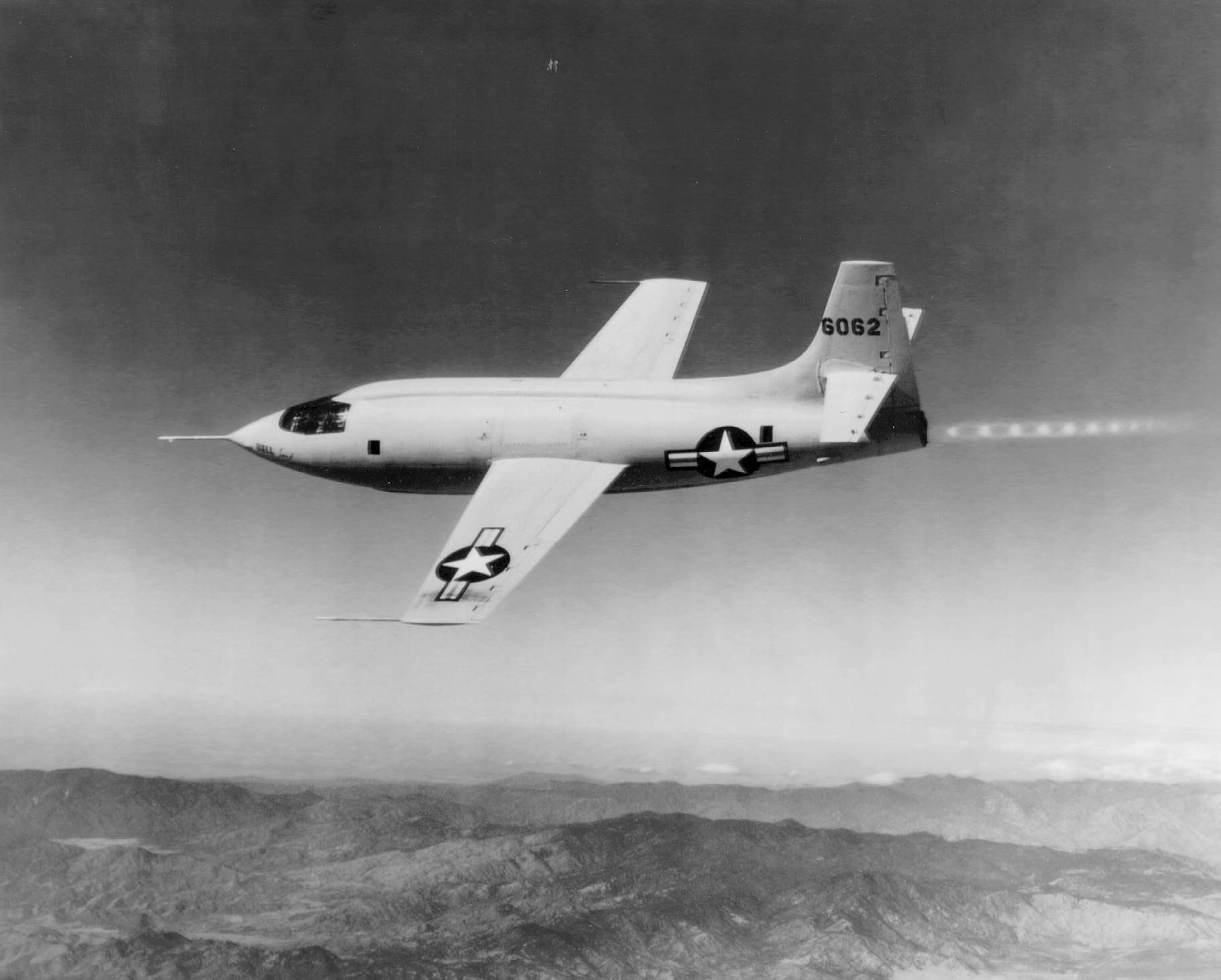
Bell X-1

28 września 1946, podczas katastrofy DH.108 spowodowanej problemami ze sterownością blisko bariery dźwięku zginął Geoffrey de Havilland jr, syn Geoffrey de Havillanda.
Pierwszym samolotem zdolnym do przekroczenia prędkości dźwięku w kontrolowanym locie poziomym był Bell X-1, a „barierę” tę pokonał jako pierwszy Charles „Chuck” Yeager 14 października 1947. Niemiecki pilot Hans Guido Mutke twierdził, że jako pierwszy przekroczył barierę dźwięku 9 kwietnia 1945 roku na samolocie Messerschmitt Me 262. Również George Welch, pilot testowy samolotu XP-86, twierdził, że 1 października 1947 roku, zaledwie 2 tygodnie przed Yeagerem, przekroczył barierę dźwięku w płytkim locie nurkowym. Samoloty Mutke i Welcha nie były jednak wyposażone w aparaturę rejestrującą parametry lotu mogącą dostarczyć danych potwierdzających te osiągnięcia. 
Pierwszymi myśliwcami seryjnymi, które w locie nurkowym mogły przekroczyć barierę dźwięku, były MiG-17 i F-86.
Współczesne samoloty naddźwiękowe radzą sobie z właściwościami „bariery dźwięku” bez trudu. Jest to rezultatem badań eksperymentalnych i prac teoretycznych, które zaowocowały takimi rozwiązaniami technicznymi jak skośne skrzydła, skrzydło o zmiennej geometrii, skrzydło delta, nowe profile skrzydeł, usterzenie płytowe, konfiguracje uwzględniające tzw. „regułę pól”.